# 中殿律師學院

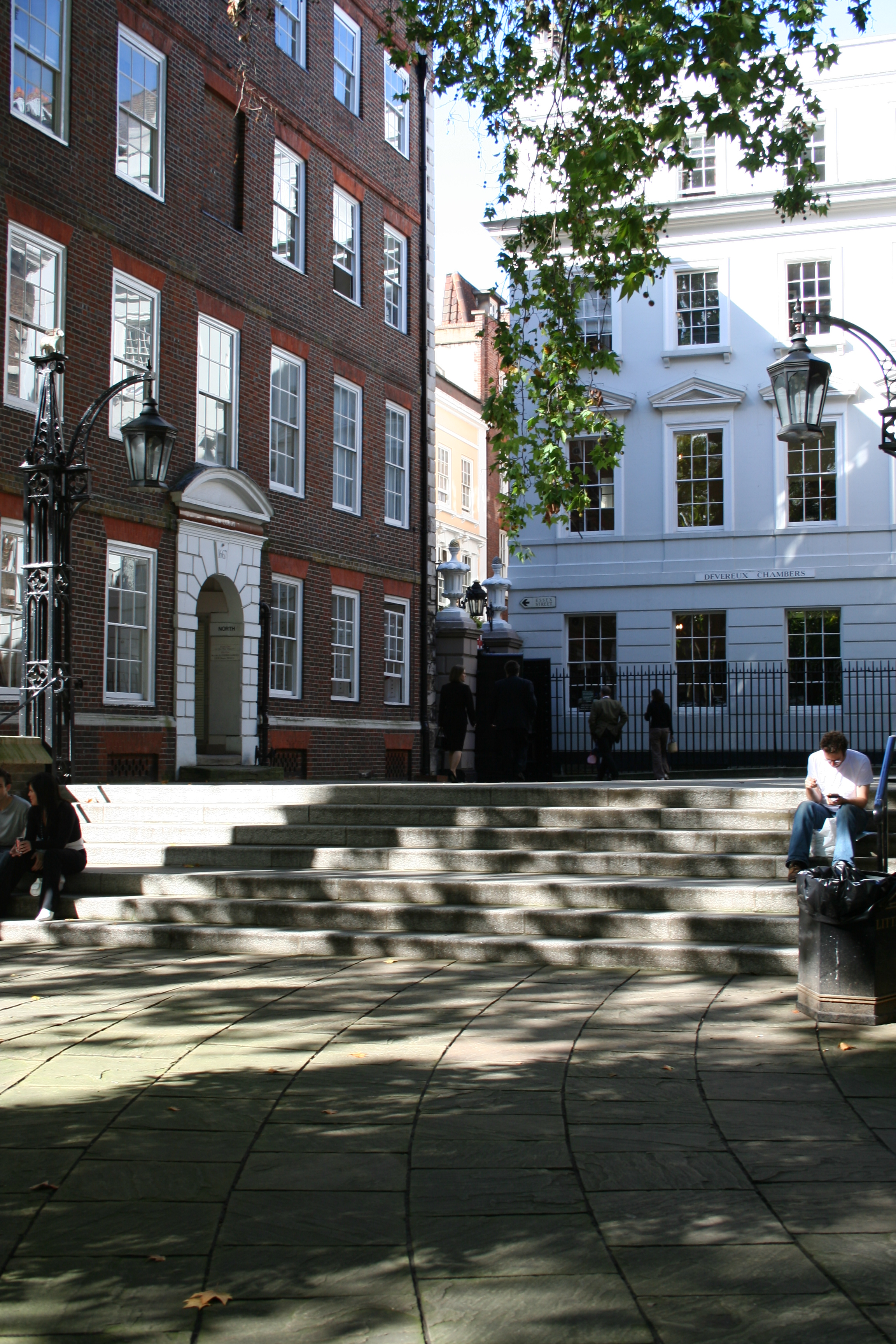
中殿律師學院

尊貴的中殿律師學院（英語：The Honourable Society of the Middle Temple），簡稱中殿（Middle Temple），是英國倫敦四所律師學院之一，負責向英格蘭及威爾斯的大律師授予執業認可資格。中殿律師學院的歷史可上溯至公元14世紀，學院取名自當地歷史上曾經存在的聖殿騎士團總部。
中殿律師學院座落於倫敦市內的聖殿區，附近是皇家司法院。

## 外部連結
51°30′45″N 0°06′43″W / 51.5125°N 0.112°W